# Stenothoides slastnikovi
Stenothoides slastnikovi är en kräftdjursart som beskrevs av Gurjanova 1948. Stenothoides slastnikovi ingår i släktet Stenothoides och familjen Stenothoidae. Inga underarter finns listade i Catalogue of Life.